# 劍狐傳奇
劍狐傳奇是由台灣的億啟數位股份有限公司開發，傳奇網路遊戲股份有限公司於2010年1月28日發行的一款線上大型多人角色扮演游戏。該款3D線上遊戲是以中國武俠恩怨情仇為藍本而設立的，原有兩大陣營和六大門派，最近發布的資料片中，兩大陣營各新增了一個門派。該款遊戲可以三百六十度旋轉拉遠拉近。遊戲者在帳號註冊之後可以在該遊戲中選擇陣營，並建立屬於該陣營門派的男女角色。角色並有壯、中、幼三種體型可以選擇，於2018年8月結束營運。

## 陣營門派
- 武林盟
  - 神武門
  - 上清觀
  - 凌雲門
  - 雲韶閣(資料片新增門派)

- 風雲會
  - 修羅門
  - 水月宮
  - 玄宿派
  - 天劍宗(資料片新增門派)

## 简介
該遊戲有寵物狐吉可以幫主角撿取錢和裝備、幫主角累積打怪得到的真元值、幫主角挖礦或製造兵器等功能。隨著遊戲者擁有的狐吉等級不同而有不同的功能。
修真功能可以將狐吉累積之1000點靈氣轉換為精魄，每次減少最大體力值的10%。
該遊戲有陣營、門派、勢立三種聲望。遊戲者需經由接任務、打副本來提升自己的聲望。聲望的提升可以使遊戲者買到更高等的聲望道具。
該遊戲有副本，遊戲者可與其它玩家一起組隊打王。該遊戲有任務，遊戲者可向NPC接任務來獲得金錢、一般道具、聲望道具等獎勵。終生永久免費，該款遊戲內有商城付費虛寶。

## 外部連結
- 劍狐傳奇官方網站
- 劍狐傳奇官方無名小站（页面存档备份，存于）